# Établissement public de télévision
Der Établissement public de télévision (kurz EPTV; arabisch المؤسسة العمومية للتلفزيون, DMG al-Muʾassasa al-ʿumūmīya li-t-tilifizyūn; berberisch ⵜⴰⵕⵎⵉⵙⵜ ⵜⴰⵏⴰⴳⴷⵓⴷⵜ ⵏ ⵜⵉⵍⵉⴱⵉⵣⵢⵓ Taṛmist tanagdudt n tilibizyu), auch Télévision algérienne (arabisch التلفزيون الجزائري, DMG at-Tilifizyūn al-Ǧazāʾirī), ist die öffentlich-rechtliche Fernsehanstalt Algeriens mit Sitz in Algier. EPTV ist Mitglied der Europäischen Rundfunkunion (EBU), der Arab States Broadcasting Union (ASBU) und der African Union of Broadcasting (AUB).

## Geschichte

Logo von RTA, 1962–1986

Die französische Rundfunkgesellschaft Radiodiffusion-télévision française (RTF) begann 1956 mit Fernsehsendungen in Algerien. Nach der Unabhängigkeit des Landes entstand 1962 Radiodiffusion télévision algérienne (RTA; الاذاعة والتلفزيون الجزائري). RTA wurde 1986 in vier öffentliche Unternehmen aufgespalten, darunter die Entreprise nationale de télévision (ENTV; المؤسسة الوطنية للتلفزيون). Daraus ging 1991 EPTV hervor. Betreiber der Sendeanlagen ist TéléDiffusion d'Algérie (TDA; البث الإذاعي والتلفزي الجزائري). Der 2021 gestartete Nachrichtensender AL24 News gehört formal nicht zum EPTV.

## Programme
EPTV veranstaltet acht Fernsehprogramme:
1. الأولى (al-Ūlā) – Télévision Algérienne (Das Erste)
2. Algérie – auf Französisch
3. الإخبارية (al-Iḫbārīya) – Nachrichten (seit 2001)
4. ⵜⴰⵎⴰⵣⵉⵖⵜ (Tamaziɣt) / الأمازيغية (al-Amāzīġīya) – in Berbersprachen (seit 2009)
5. القرآن الكريم (al-Qurʾān al-karīm) – Koran (seit 2009)
6. الشبابية (aš-Šabābīya) – Jugend (seit 2020)
7. المعرفة (al-Maʿrifa) – Wissen (seit 2020)
8. الذاكرة (aḏ-Ḏākira) – Erinnerung (seit 2020)
9. البرلمانية (al-Barlamānīya) – Parlament (seit 2022)